# Marianne Fischer-Kupfer
Marianne Fischer-Kupfer (* 17. Mai 1922 in Chemnitz; † 8. September 2008 in Wandlitz) war eine deutsche Opernsängerin (Sopran) und Gesangspädagogin.

## Leben
Marianne Fischer besuchte in Chemnitz die Oberschule. Sie erhielt eine private Gesangsausbildung bei Ada Pfanner-Drießen in Chemnitz, bei Rudolf Dittrich in Dresden sowie bei Tiana Lemnitz und Dorothea von Zur Mühlen in Berlin. Sie sang an deutschen Opernbühnen als Sopranistin unter der musikalischen Leitung von Dirigenten wie Rudolf Kempe und Erich Kleiber. Nach dem Zweiten Weltkrieg war sie im Speziallager Nr. 1 Mühlberg inhaftiert.
Ihre Bühnenlaufbahn begann 1950 an der Dresdner Semperoper, der sie bis 1955 angehörte. Ihr Bühnendebüt gab sie im November 1950 an der Staatsoper Dresden, als Kate Pinkerton in Puccinis Madama Butterfly. Sie sang hauptsächlich das Rollenfach der Opernsoubrette. Zu ihren Rollen gehörten unter anderem Frasquita in Carmen, Gretel in Hänsel und Gretel, Europa in Die Liebe der Danae, Gianetta in Der Liebestrank und Xenia in Boris Godunow. 
Von 1955 bis 1960 war sie Mitglied der Staatsoper Berlin, danach folgten Gastspiele in verschiedenen Ländern, bei denen sie sich als Konzert- und Oratoriensängerin hervortat. Gastspiele als Oratoriensängerin gab sie unter anderem in Lübeck, Kassel, Bochum und Bonn. 
Unter der Regie des Opernregisseurs Harry Kupfer, ihres späteren Mannes, sang sie in der Spielzeit 1958/59 die Fiordiligi in Così fan tutte am Theater Stralsund. Nach der Hochzeit mit Kupfer und der Geburt der gemeinsamen Tochter 1960, der heutigen Schauspielerin Kristiane Kupfer, wirkte Marianne Fischer-Kupfer als Gesangspädagogin an der Weimarer Musikhochschule und an der Hochschule für Musik Carl Maria von Weber in Dresden. 
Bereits 1975 versuchte Walter Felsenstein, Fischer-Kupfer als Gesangspädagogin an die Komische Oper Berlin zu verpflichten. 1981 wechselte sie dann gemeinsam mit Harry Kupfer an die Komische Oper Berlin, wo sie für die Betreuung des Sängernachwuchses und mehr als 21 Jahre lang für die stimmtechnischen Fragen verantwortlich war. Für diese Verdienste verlieh ihr die Komische Oper im Jahr 2002 die Ehrenmitgliedschaft.
Schallplattenaufnahmen mit Fischer-Kupfer wurden bei dem DDR-Schallplattenlabel Eterna veröffentlicht. Rundfunkaufnahmen entstanden unter anderem beim Nordwestdeutschen Rundfunk (NWDR). 1954 sang sie beim NWDR die Sopranpartie in dem Oratorium Das Gesicht des Jesaja von Willy Burkhard.
Ihr bekanntester Schüler ist der Countertenor Jochen Kowalski, den sie 1981 zu einem Stimmfachwechsel vom Tenor zum Countertenor bewegte. Zu ihren Schülern gehören neben vielen anderen auch der Tenor Andreas Conrad, der israelische Countertenor Zvi Emanuel-Marial, der Bariton Daniel Ochoa, der Countertenor Tim Severloh und die Koloratursopranistin Katharina Richter.

## Auszeichnungen
- 1998: Verdienstorden des Landes Berlin, verliehen am 1. Oktober 1998
- 2002: Ehrenmitgliedschaft Komische Oper Berlin